# Світлівська сільська рада (Старобільський район)
| Світлівська сільська рада — колишній орган місцевого самоврядування у Старобільському районі Луганської області з адміністративним центром у с. Світле. Історична дата утворення: в 1950 році. Сільській раді підпорядковані населені пункти: - с. Світле - с. Джемільне - с. Єгорівка |

## Склад ради
Рада складається з 12 депутатів та голови.

### Керівний склад ради
| ПІБ                      | Основні відомості                                                                       | Дата обрання | Дата звільнення |
| ------------------------ | --------------------------------------------------------------------------------------- | ------------ | --------------- |
| Гайдук Анатолій Іванович | Сільський голова, 1955 року народження, освіта, член Партії регіонів                    | 26.03.2006   | 31.10.2010      |
| Гайдук Анатолій Іванович | Сільський голова, 1955 року народження, освіта середня спеціальна, член Партії регіонів | 31.10.2010   |                 |

Примітка: таблиця складена за даними джерела